# قسطنطين رودريغيز
قسطنطين رودريغيز (بالإسبانية: Constantino Rodríguez Roldán)‏ (12 مايو 1941 بونتيفيدرا إسبانيا - ) هو لاعب كرة قدم إسباني، يلعب كلاعب وسط.